# Master P
Percy Robert Miller (* 29. dubna 1970, New Orleans, Louisiana) spíše známý jako Master P je americký rapper, producent a herec. Je zakladatelem hudebních společností No Limit Records a Guttar Music. Také je majitelem své společnosti P. Miller Enterprises. V roce 2010 spustil vlastní televizní kanál Better Black Television. Byl členem hudebních skupin TRU a 504 Boyz.

## Hudební kariéra
Debutoval v roce 1991 s nezávislým albem Get Away Clean, které vyšlo u jeho vlastního labelu No Limit Records. O rok později vydal druhé nezávislé album nazvané Mama's Bad Boy. Obě alba sloužila spíše jako pomůcka k proslavení se.
Roku 1993 získal smlouvu u SOLAR Records, kde v roce 1994 vydal své první studiové, ale celkem již třetí album The Ghettos Tryin to Kill Me!, ani ot se však úspěchu nedočkalo. Na začátku roku 1995 vydal své celkem čtvrté album 99 Ways to Die, které se poprvé v jeho kariéře umístilo v R&B žebříčku.
Po prvním opravdovějším úspěchu s albem 99 Ways to Die získal smlouvu u Priority Records. Tam vydal v roce 1996 album Ice Cream Man, to se umístilo na 26. pozici žebříčku Billboard 200 a na 3. pozici v Top R&B/Hip-Hop Albums, také získalo platinovou certifikaci od společnosti RIAA. Roku 1997 se dostal na vrchol své kariéry, když vydal album Ghetto D, to se umístilo na prvním místě v obou zmíněných žebříčcích a stalo se 3x platinovým. Obsahovalo i jeho první úspěšné singly "I Miss My Homies" (ft. Pimp C & Silkk the Shocker a "Make 'Em Say Uhh!" (ft. Silkk the Shocker, Mia X, Fiend & Mystikal). O rok později svůj vrchol potvrdil svým nejúspěšnějším albem MP Da Last Don (1998) to se opět umístilo na vrcholech žebříčků a stalo se dokonce 4x platinovým. Jediným úspěšnějším singlem z alba byla píseň "Goodbye to My Homies" (ft. Mo B. Dick, Sons of Funk & Silkk the Shocker).
Roku 1999 vydal své již osmé album Only God Can Judge Me, které bylo jeho posledním na vrcholu. Umístilo se jako číslo 2 v žebříčku Billboard 200 a stalo se zlatým. Podobný komerční úspěch zaznamenalo i další album Ghetto Postage (2000), které se však dokázalo vyšplhat jen na 26. pozici. Následujícího roku vydal album Game Face, které již v prodeji propadlo, a tím skončila jeho velmi výnosná spolupráce s Priority Records.
Po odchodu z Priority Records nastal problém s hledáním nového distributora. Navíc v roce 2003 zbankrotoval label No Limit Records. V roce 2004 se pokusil o návrat, když u Koch Records (dnes E1 Music) vydal album Good Side, Bad Side, které se sice umístilo na 11. pozici v Billboard 200, ale většího komerčního úspěchu se nedočkalo.
V roce 2005 založil nový label nazvaný New No Limit Records, který později přejmenoval na Guttar Music. Pod tímto labelem a se záštitou E1 Music vydal téhož roku dvě alba Ghetto Bill a Living Legend: Certified D-Boy, ty se již ovšem žádného úspěchu nedočkala.

## Sportovní kariéra
Jednu sezonu hrál v NBA za tým New Orleans Hornets (sezona 1998/99). Také trénoval v přípravě s týmem Toronto Raptors před sezonou 1999/00. Hrál i v CBA za tým Fort Wayne Fury.

## Diskografie

### Studiová alba
| Rok  | Album                                                                                | Nejvyšší umístění v hitparádě | Nejvyšší umístění v hitparádě | Ocenění          |
| Rok  | Album                                                                                | US 200                        | US Hip-Hop                    | Ocenění          |
| ---- | ------------------------------------------------------------------------------------ | ----------------------------- | ----------------------------- | ---------------- |
| 1995 | 99 Ways to Die - Vydáno: 7. února 1995 - Vydavatel: No Limit, Priority               | —                             | 41                            | US: /            |
| 1997 | Ghetto D - Vydáno: 2. září 1997 - Vydavatel: No Limit, Priority                      | 1                             | 1                             | US: 3x platinové |
| 1999 | Only God Can Judge Me - Vydáno: 26. října 1999 - Vydavatel: No Limit, Priority       | 2                             | 1                             | US: zlaté        |
| 2001 | Game Face - Vydáno: 18. prosince 2001 - Vydavatel: The New No Limit, Universal Music | 53                            | 12                            | US: /            |
| 2013 | The Gift - Vydáno: 6. prosince 2013 - Vydavatel: No Limit Forever, XLP               | —                             | —                             | US: /            |

### Nezávislá alba
- 1991 - Get Away Clean
- 1992 - Mama's Bad Boy
- 2005 - Living Legend: Certified D-Boy

### Spolupráce

#### Se skupinou TRU
- 1992 - Understanding the Criminal Mind
- 1993 - Who's da Killer?
- 1995 - True
- 1997 - Tru 2 da Game
- 1999 - Da Crime Family
- 2004 - The Truth

#### Se skupinou 504 Boyz
- 2000 - Goodfellas
- 2002 - Ballers
- 2005 - Hurricane Katrina: We Gon Bounce Back

#### S Romeo
- 2007 - Hip Hop History

### Kompilace
- 1994 - West Coast Bad Boyz, Vol. 1: Anotha Level of the Game
- 1997 - West Coast Bad Boyz II
- 2002 - West Coast Bad Boyz, Vol. 3: Poppin' Collars
- 2005 - Remix Classics
- 2005 - The Best of Master P

### Úspěšné singly
- 1997 - "I Miss My Homies" (ft. Pimp C & Silkk the Shocker)
- 1998 - "Make 'Em Say Uhh!" (ft. Silkk the Shocker, Mia X, Fiend & Mystikal)
- 1998 - "I Got the Hook-Up!" (ft. Sons of Funk)
- 1999 - "Goodbye to My Homies" (ft. Mo B. Dick, Sons of Funk & Silkk the Shocker)
- 2001 - "Ooohhhwee" (ft. Weebie)

## Filmografie

### Filmy
- 1997 - I'm Bout It
- 1998 - MP Da Last Don
- 1998 - The Players Club (Klub Hráčů)
- 1998 - I Got the Hook Up
- 1999 - Hot Boyz (Podsvětí)
- 1999 - Foolish
- 1999 - No Tomorrow (Bez šance)
- 2000 - Take Down (Nebezpečný kód)
- 2000 - Gone in 60 Seconds (60 sekund)
- 2000 - Lockdown (Přežít kriminál)
- 2002 - Undisputed (Neporazitelný)
- 2003 - Dark Blue (Temný stín nad L.A.)
- 2003 - Hollywood Homicide (Detektivové z Hollywoodu)
- 2003 - Scary Movie 3
- 2004 - Uncle P
- 2005 - Still 'Bout It
- 2006 - Repos
- 2008 - Internet Dating
- 2008 - Soccer Mom
- 2009 - The Pig People
- 2009 - The Mail Man
- 2010 - Down and Distance
- 2010 - Toxic
- 2011 - Knock Knock Killers

### Seriály
- 2003-2006 - Romeo!
- 2009 - No Excuses (1 epizoda)